# 핑크 다이아몬드

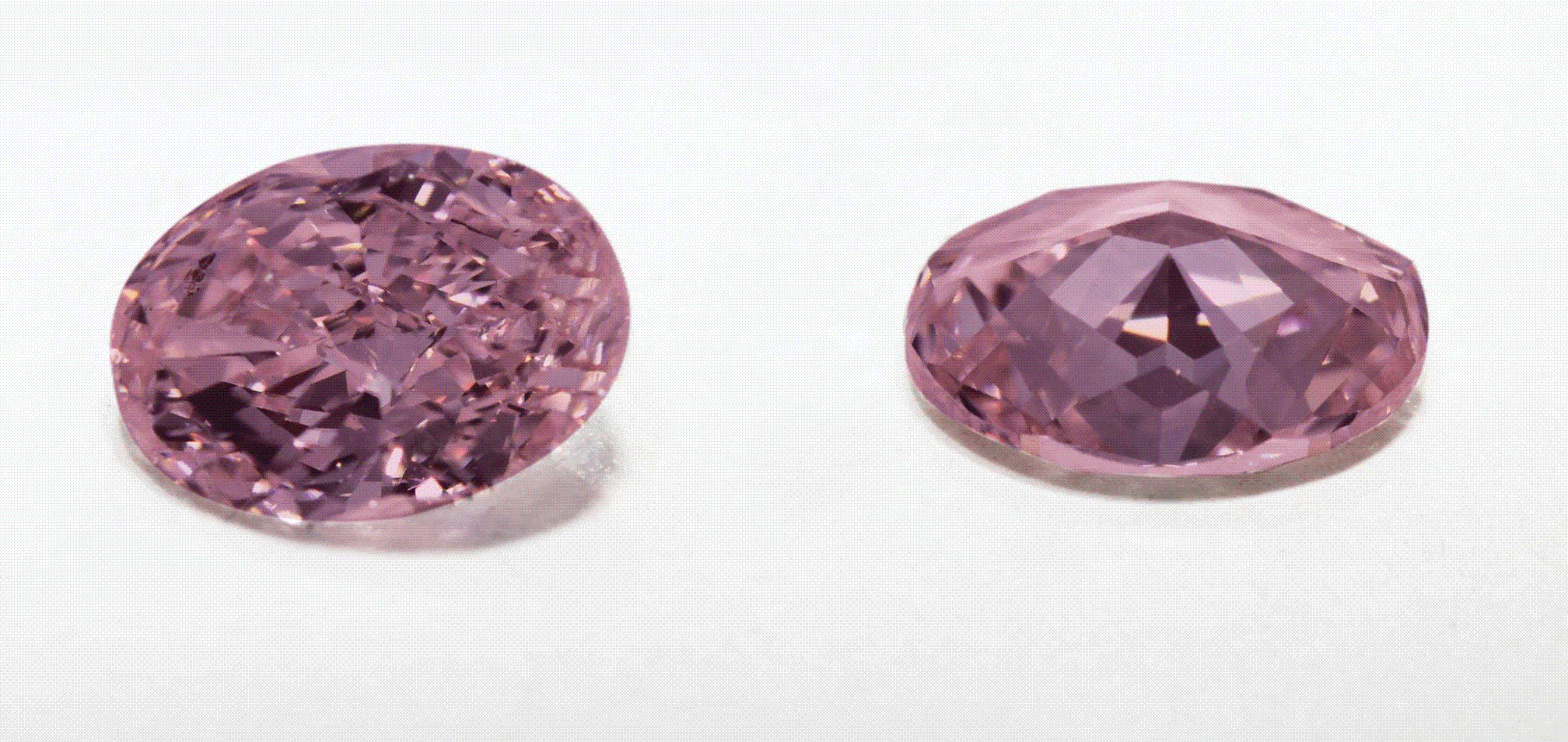
핑크 다이아몬드

핑크 다이아몬드는 호주의 아가일 광산에서 생산되는 세계에서 가장 희귀하고 가치 있는 다이아몬드이다. 2013년 11월 13일에 스위스 제네바에서 열린 소더비 경매에서 핑크 스타라는 59.6캐럿의 엄청난 핑크 다이아몬드가 8,318만 7,381달러 즉 대한민국 원으로 915억 3,108만 원으로 보석 경매 사상 가장 비싸게 낙찰되었다. 앞으로 10년 안에 핑크 다이아몬드는 고갈될 것이라고 한다.
2018년 핑크다이아몬드는 고갈되었다.

## 같이 보기
- 광물 목록